# Merindad de Durango
Merindad de Durango també anomenat Comtat de Durango o Terra de Durango (en basc: Durangoko Merinaldea), és l'antiga organització política en la que s'organitzaven els municipis de la comarca biscaïna del Duranguesat. En ella només hi participaven els elizates, les viles no tenien ni veu ni vot.
Els elizates formen part de la Lur laua i es regien pel Dret foral mentre que les viles tenien fur propi.

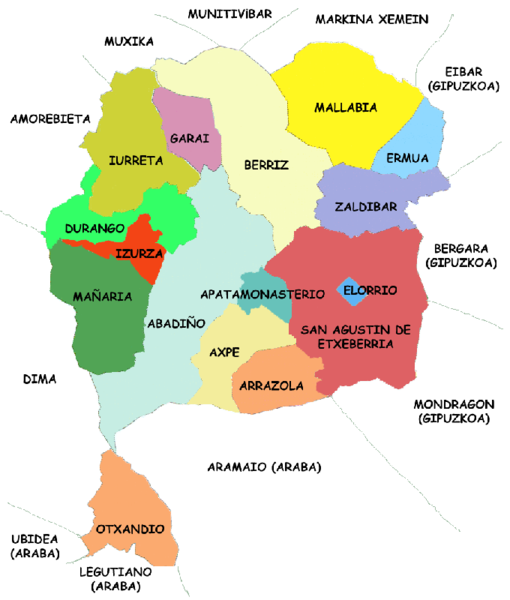
Mapa dels antics elizates i viles que componien la Merindad de Durango.

## Components
Componien la Merindad de Durango els elizates d'Abadiño, Berriz, Mallabia, Mañaria, Iurreta, Garai, Zaldibar, Arrazola, Axpe, Apatamonasterio, Izurtza i San Agustin Etxebarria. Les viles eren Durango, Elorrio, Ermua i Otxandio.
En 1630 la vila d'Elorrio es va annexionar l'elizate de San Agustin Etxebarria i aquest va sortir de la merindad.
Actualment els antics elizates d'Axpe, Arrazola i Apatamonasterio formen el municipi d'Atxondo.

## Història
Les primeres notícies documentades sobre l'existència d'una organització sociopolítica concreta al territori del Duranguesat daten de 1050 quan es nomena Eneko Lupiz rector de “Vizcaia et Durango”. En 1076 el rei Alfons VI de Castella pren Biscaia al Regne de Navarra, retornant de nou en 1134 al Regne de Navarra fins que en 1200 torna a ser conquistada pels castellans, aquesta vegada definitivament. En 1212 Alfons VIII de Castella cedeix el Duranguesat al Senyor de Biscaia, Diego López II d'Haro, com recompensa pels serveis prestats a la batalla de les Navas de Tolosa.
En 1576 s'estableix mitjançant escriptura que s'adopti el Fur de Biscaia i que s'abonin les despeses per gestions comunes que el Senyoriu faci al Duranguesat. En 1628 la Merindad de Durango ofereix la seva entrada en les Juntes Generals de Gernika mantenint els dotze representants que li corresponen, com amb la resta dels pobles, però només li donen dos representants. Després de la disconformitat per part de la Merindad de Durango i després de diversos intents per aconseguir plena representació, en 1740 li són concedits cinc representants i en 1800 tres més arribant a vuit i permetent a la resta acudir com a observadors. El 27 de desembre de 1875 se celebra l'última junta de Merindad i l'any següent són abolits els furs.
La Merindad de Durango s'organitzava al voltant de la “Junta de Merindad” que es reunia a la plaça existent enfront de l'ermita de San Salvador i San Clemente del barri de Gerediaga d'Abadiño. La Junta estava composta pels representants dels dotze elizates, els “fidels”, alcaldes de l'època, i eren el seu òrgan representatiu.
La figura que s'encarregava de convocar les reunions, proposar els temes que es devien tractar i encarregar-se que s'executessin era el síndic. A això cal afegir les figures que representaven al govern del Senyoriu: el Tinent Corregidor, el Tinent Prestamer i el Tinent Merino:
- El Tinent Corregidor era nomenat pel Corregidor de Biscaia i devia ser d'allèn del Ebro. Això garantia als duranguesos la imparcialitat en els continus plets que mantenien amb el Senyoriu a causa del desacord en la representació de la Merindad en els òrgans forals i la seva pretensió d'assimilar al Duranguesat.
- El Tinent Prestamer era nomenat pel Prestamer Major de Biscaia, que era el Comte d'Aramaio i el Tinent Merino, pel Merino Major. Aquests, igual que el Tinent Corregidor, devien ser de fora del país.

Les Juntes podien ser ordinàries, que se celebraven a la Casa Auditorio, i extraordinàries, que es realitzaven a la Campa de Gerediaga, normalment per Pasqua de Resurrecció, de l'Esperit Sant o Nadal.
Les viles del Duranguesat no pertanyien a la Merindad però a vegades i per diferents temes com l'obertura de camins o el cobrament de contribucions calia que es reunissin tots els municipis del Duranguesat. A aquestes reunions se'ls coneixia com a Junta dels 14 pobles. Arran de la unió de l'elizate de San Agustin Etxebarria amb la Vila d'Elorrio en 1630 van deixar de participar en aquests òrgans, ni com elizate ni com a vila.

## El fur
El primer fur, o text legal pel qual es regia la Merindad, ho va establir el rei Sanç el Savi de Navarra i estava escrit en un missal de l'església de San Agustin Etxebarria i data aproximadament de l'any 1200.
Sobre l'any 1342 es va redactar el Fur Antic de la Merindad de Durango on es recullen els usos i costums en dret de successions, propietat, dret penal, etc. Que fins avui es transmetien de forma oral. Aquest fur va perdurar fins a la imposició del Fur de Biscaia que no va ser acceptat pels duranguesos que van mantenir viu l'anterior per algun temps. En 1876 es van abolir tots els furs.

## Seus i llocs de juntes
La Casa Auditorio

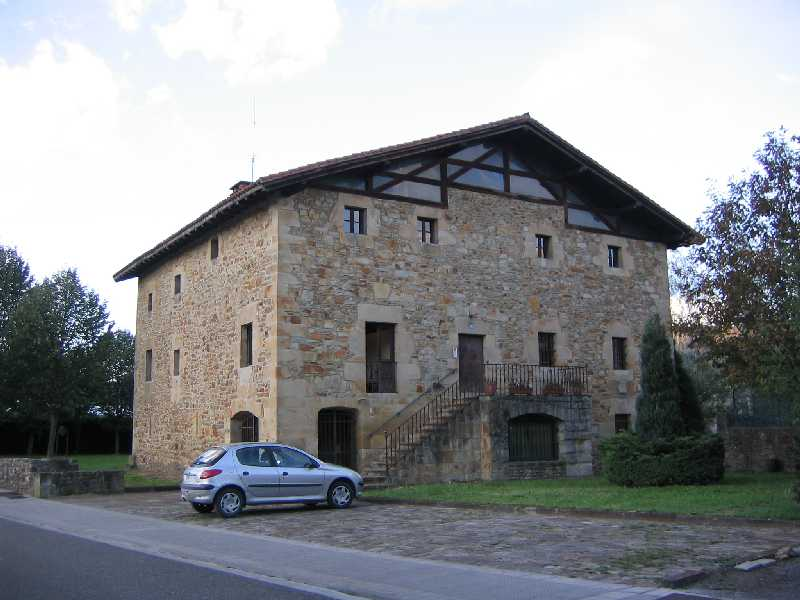
Estat actual de la Casa de Juntes d'Astola (2005).

Les juntes ordinàries es realitzaven en la Casa Auditori. La primera Casa Auditori estava al barri de Kurutzesaga de Durango, era coneguda com a “auditori vell” i se sap que va donar lloc a problemes sobre la seva propietat entre l'ajuntament de la vila de Durango i la Merindad.
La reina Joana la Boja intervé en 1508 i l'1 de febrer determina que la Merindad celebri les seves juntes i tingui les seves instal·lacions en qualsevol dels barris d'Abadiño de Traña, Matiena o Muntsaratz, sent aquest últim el cognom d'una noble família, descendent de la reialesa de Navarra, ja que en 1172 la princesa Urraca, filla de Sanç el Savi es va casar amb Pedro Ruiz de Muntsaratz senyor de la torre del mateix nom situada a Abadiño.
En 1578 s'adquireix la casa d'Astola i s'hi instal·len les dependències de la Merindad. Aquesta casa data de 1570 i ocupa el lloc d'una anterior destruïda en un incendi. En ella tenia la residència el Tinent Corregidor i estava la presó, a més de la resta de serveis de la Merindad.
Després de l'abolició dels furs es va usar com a residència de mestres d'escola i al final va quedar en desús. Avui dia, ja restaurada, és seu de diversos organismes i associacions, entre elles l'Associació Guerediaga d'Amics de la Merindad de Durango.
La Campa Foral

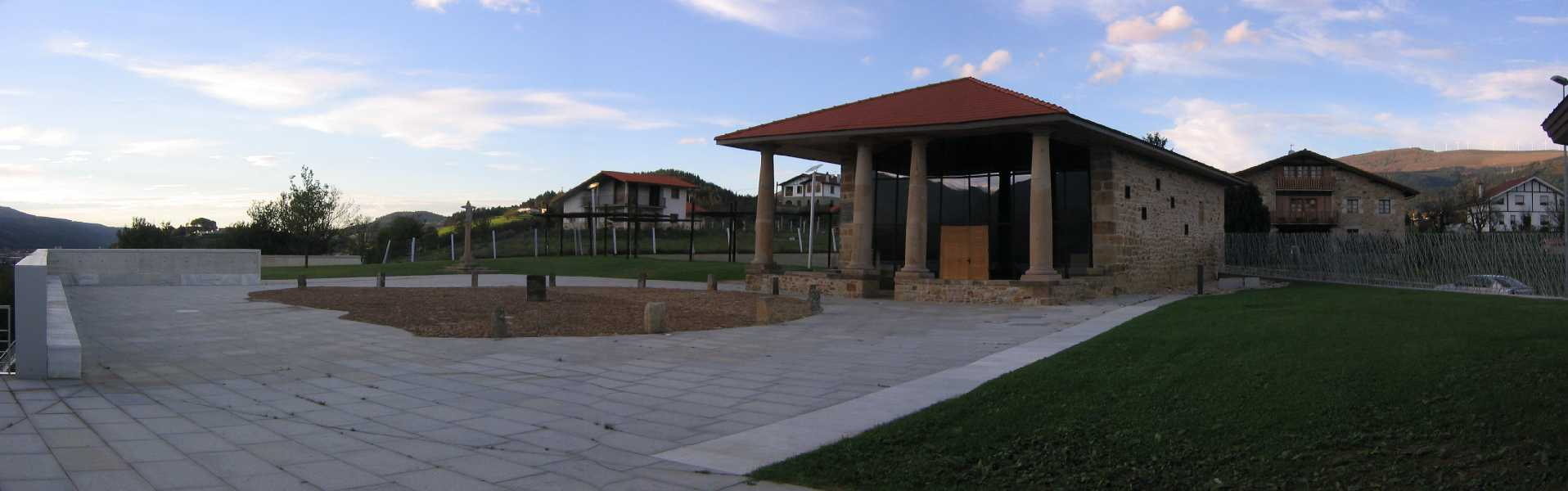
Estat actual de la Campa Foral de Gerediaga (2005).

Les juntes extraordinàries se celebraven en la Campa o plaça que estava enfront de l'ermita de San Salvador i San Clemente del barri de Gerediaga (Abadiño) sota el roure foral i asseguts en les 12 pedres o fites, disposades en semicercle, una per a cada representant de cada elizate. Hi ha documents que en 1508 diuen que es reunien des de temps immemorial.
Amb el temps, en 1633 es va construir un creuer en aquest lloc i, ja a la fi del segle xviii, es va perdre el roure en fer-se les obres de la carretera Durango–Berriz. En 1834 amb la Desamortització de Mendizábal el conjunt de l'Ermita i campa juradera passen a les mans de diversos veïns de la zona que en 1999 la cedeixen a les Juntes Generals de Biscaia que decidiren la seva restauració (que ha estat molt qüestionada) inaugurant el conjunt a l'octubre del 2005.

## Assignació de seients
Com s'ha dit, cada membre de la Junta de la Merindad tenia assignat un seient i un vot. Aquesta assignació era:
- Número 1, Abadiño.
- Número 2, Berriz.
- Número 3, San Agustin Etxebarria i a partir de 1635 Mallabia.
- Número 4, Mañaria.
- Número 5, Iurreta.
- Número 6, Garai.
- Número 7, Zaldibar.
- Número 8, Arrazola.
- Número 9, Axpe.
- Número 10, Apatamonasterio.
- Número 11, Izurtza.
- Número 12, Mallabia.